# Al-Hilal SC (Kadugli)
Al-Hilal Kaduqli es un equipo de fútbol de Sudán que juega en la Primera División de Sudán, la liga de fútbol más importante del país.

## Historia
Fue fundado en el año 1962 en la ciudad de Kaduqli y ha sido uno de los equipos más estables en la Primera División de Sudán, aunque todavía no han podido ganar el título de liga ni tampoco han ganado algún título importante en su historia.